# Kaloula verrucosa
Kaloula verrucosa (tên tiếng Anh: Verrucous Digging Frog) là một loài ếch trong họ Nhái bầu.
Loài này có ở Trung Quốc và có thể cả Myanma.
Các môi trường sống tự nhiên của chúng là đầm nước, đầm nước ngọt, đầm nước ngọt có nước theo mùa, đất canh tác, vườn nông thôn, ao, ao nuôi trồng thủy sản, hố lộ thiên, khu vực xử lý nước thải, đất có tưới tiêu, và đất nông nghiệp có lụt theo mùa.